# Eupithecia mejala
Eupithecia mejala är en fjärilsart som beskrevs av Paul Dognin 1895. Eupithecia mejala ingår i släktet Eupithecia och familjen mätare. Inga underarter finns listade i Catalogue of Life.